# Émile Rimailho

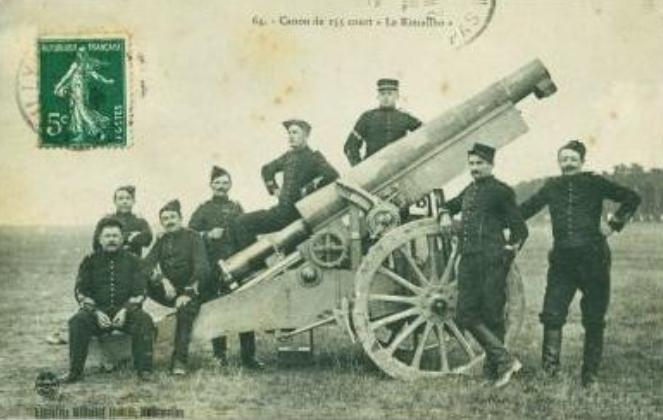
Canon de 155 court Rimailho modèle 1907.

Émile Rimailho, né le 2 mars 1864 à Paris 3e et mort à Pont-Érambourg (Orne) le 28 septembre 1954, est un artilleur et ingénieur français issu de l'École polytechnique. 
Il apporta divers perfectionnements aux canons en usage dans l'armée française après la défaite de 1870 : limitation du recul, sécurisation de la mise à feu, meilleure mobilité. Ses travaux sont notamment à l'origine du Canon de 75 mm modèle 1897 (co-inventé avec le capitaine Sainte-Claire Deville), et du canon de 155 court Mle 1904 à tir rapide dit "Rimailho". Enfin il fut à l’origine de la création et du développement du char Saint Chamond entre 1916 et 1918. Il eut une seconde carrière beaucoup plus tard, en tant que chef d'entreprise, notamment comme président de la Compagnie des Machines Bull.

## Biographie

### L'ingénieur
Fils d'un commerçant originaire de Saint-Gaudens, Émile Rimailho entre à l’École Polytechnique en octobre 1884 puis étudie à l’École d'application de l'artillerie. Muté comme capitaine à l'Atelier de Puteaux (APX), il travaille, avec le capitaine Sainte-Claire Deville, au perfectionnement du Canon de 75 mm modèle 1897 créé par le colonel Deport à partir de 1895. 
Ce nouveau matériel de 75 mm, exceptionnel par ses qualités et ses innovations, ayant été homologué par l'armée en 1897, le commandant Rimailho apporte ensuite (à partir de 1898) plusieurs améliorations à l'obusier de Bange de 155 mm (1881), modèle puissant mais sans frein de recul donc à tir lent. Puis il crée un obusier de 155 mm court à tir rapide, doté d'un frein hydropneumatique similaire à celui du 75 : le 155 C.T.R.  modèle 1904 dit "155 Court Rimailho". Ce canon équipa cinq régiments durant la Première Guerre mondiale, dont celui du philosophe Alain. Rimailho regrettait les contraintes techniques imposées à son invention, pour des raisons de compatibilité avec un matériel plus ancien, car elles limitaient la portée du "155 Court Rimailho" à 7 000 m.
Voici le jugement d'Alain sur ce canon :
Je vis arriver les Rimailho, canons de 155 à tir rapide ; j'admirai ces ingénieuses mécaniques ; j'eus ensuite occasion de comprendre que le tir rapide, comme la poudre sans fumée, sont des idées de cabinet. Le tir rapide fait qu'on manque bientôt d'obus ; mais surtout il échauffe les pièces et les met hors d'usage. Et j'ajoute que le Rimailho avait une portée ridiculement courte ; c'est pourquoi il fallait bien le rapprocher des lignes. Les gros obusiers allemands portaient à douze kilomètres ; ainsi ils se tenaient à peu près hors d'atteinte.
En 1899, Émile Rimailho est affecté en Afrique, puis au grade de commandant dirige entre 1906 et 1908 une batterie de 155 CTR au  13e Régiment d’Artillerie stationné à Vincennes. Après une formation d’un an au Centre des hautes études militaires, il est promu au grade de lieutenant-colonel en mars 1911.

### Le chef d'entreprise

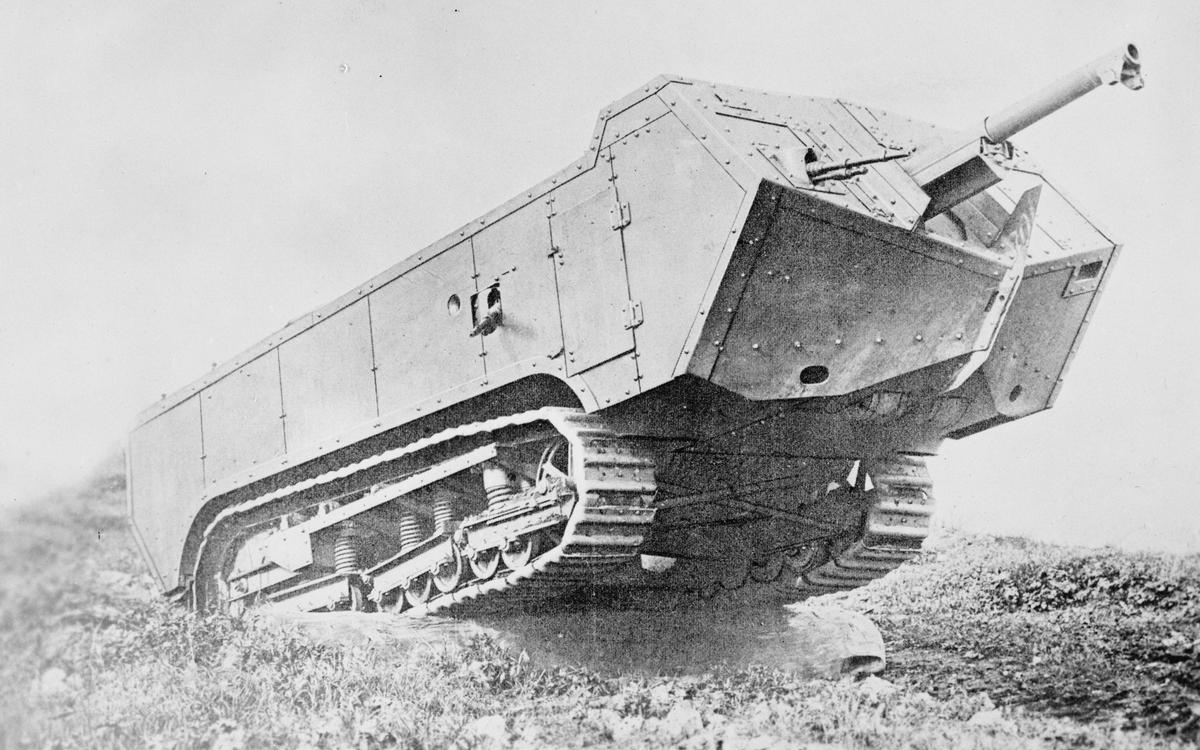
Le char Saint-Chamond fut équipé d'un canon de 75 Saint-Chamond embarqué à la demande expresse de Rimailho.

À l'exemple d'autres officiers (les colonels Deport et Louis Filloux), il fait valoir prématurément ses droits à la retraite en février 1913 pour entrer comme directeur de l'usine Châtillon-Commentry de la Compagnie des forges et aciéries de la marine et d'Homécourt, basée à Saint-Chamond, dans la Loire. Comme tout citoyen, Rimailho est mobilisé le 2 août 1914, mais les dirigeants de Marine-Homécourt font promptement comprendre au ministre de la Guerre qu'ils exigent la démobilisation de leur nouvel employé. Rimailho est donc « mis à disposition du ministère » le 12 novembre 1914. De retour à Saint-Chamond, il est nommé directeur technique de la Compagnie en mars 1915, et reprend son activité favorite : la conception et la systématisation des armements. En sa qualité de directeur technique de Saint Chamond, Rimailho fut largement responsable de la mise au point et de la fabrication du char Saint Chamond qui était un canon d'assaut sans tourelle plutôt qu'un véritable char d'assaut à tourelle capable d'évolutions en terrains difficiles. Il est aussi à l'origine du développement de l'autochenille Saint-Chamond modèle 1921, qui ne sera finalement pas adopté par l'armée française.
En juin 1919, il est nommé administrateur de la Compagnie générale de construction et d'entretien du matériel de chemin de fer (CGCEM), poste qu'il occupera pratiquement le reste de sa vie. Il se consacre alors à l'organisation du travail et à la détermination du prix de revient des produits industriels. Sa « méthode des sections homogènes » consiste à établir les coûts complets d'un produit, en passant par des sections auxiliaires déversées dans des sections principales, puis finalement imputées sur les fabrications ; l'approche fait appel à des combinaisons linéaires, notamment dans le cas des prestations croisées entre centres ou sections ; lorsque le nombre de sections augmente, le calcul matriciel peut être appliqué.
Albert Caquot lui confie en 1931 un cours d'organisation du travail dans l’École nationale supérieure de l’Aéronautique qui vient d'être créée. 
Sous l'Occupation, ce partisan des idées corporatistes et planistes joue un rôle de premier plan dans la création du Service d’étude des nouvelles méthodes de Rémunération du travail (SERT), une institution inspirée du catholicisme social qui sert la propagande du régime de Vichy et des autorités d'Occupation. Rimailho crée un cabinet d'ingénieurs consultants, la Compagnie d’ingénieurs en organisation, qui relaie les idées de l’ « Organisation à la française », ouvrage publié dix ans plus tôt.

## Décorations
- Commandeur de la Légion d'honneur en 1920.

## Reconnaissance
- La promotion 2012 des élèves militaires de l'ENSIETA porte son nom.

## Brevets
Outre ses contributions à l'artillerie de campagne, plusieurs des inventions mineures de Rimailho sont peu documentées, car ses employeurs ont endossé la paternité des brevets : ainsi Charles-Prosper-Eugene Schneider, directeur de Schneider & Cie. Un seul brevet de Rimailho  remonte au milieu des années 1890, et concerne la photo : celui de l'Hémérascope. Un procès en propriété industrielle lui a été intenté aux États-Unis. 
- caisse de munitions sur châssis, (de) Rimailho, Emile s/c Charles-Prosper-Eugene Schneider (Le Creusot), brevet n°194561C Munitionskasten für Vorder- oder Hinterwagen, 29 août 1906
- affût, (de) Rimailho, Emile s/c Charles-Prosper-Eugene Schneider (Le Creusot), brevet n°28007B Lafette mit Einrichtung zur Sicherung der selbsttätigen Korrektur der Schiefstellung der Radachse, 15 août 1907
- Poste d'observation sur châssis, (en) Rimailho, Emile s/c Charles-Prosper-Eugene Schneider (Le Creusot), n°190618883A An Improved Folding Observatory or Look Out Apparatus applicable for use in connection with Military and other Operations, 7 février 1907
- verrou à filetage interrompu, (de) Rimailho, Emile s/c Charles-Prosper-Eugene Schneider (Le Creusot), brevet n°30816B Als Ansetzer dienender Schraubenverschluß für Geschütze., 25 novembre 1907

## Œuvres
- « Rapport sur l'établissement des prix de revient » (1928), CGPF, 107 p., Paris.
- « L’organisation à la Française » (1935), notes du cours de management assuré par Rimailho à l'ENSAE, est un manifeste inspiré du taylorisme
- en coll. avec Hyacinthe Dubreuil. – « Deux hommes parlent du travail » (1939) Éditions Bernard Grasset, Paris. In-16 (21 cm), 337 p.
- « Chacun sa part » (1947, 2 vol.), éd. Delmas, Paris
- « L'artillerie de campagne » éd. Gauthier-Villars, Paris 1924 ,506 p.